# Laguna costera

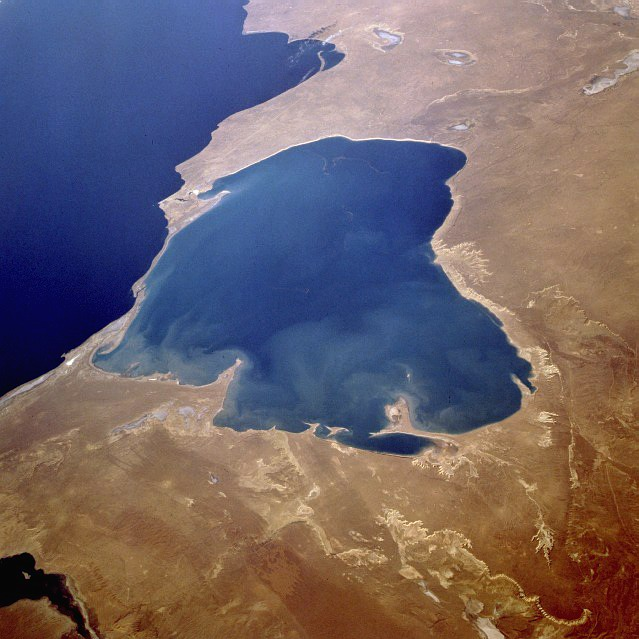
Kara Bogaz Gol, una laguna costera en Turkmenistán.

Una laguna costera, en geografía física, es una laguna o cualquier cuerpo de aguas poco profundas que está separado de las aguas profundas marinas por una barrera, bien sea una isla barrera, un cordón litoral, un banco de arena de origen marino, un escollo coralino o algún accidente similar, teniendo una comunicación con el mar permanente o efímera pero protegida de las fuerzas del mar por algún tipo de barrera. Por extensión, al sector de agua encerrado detrás de una barrera de coral o de las islas barrera o al que está encerrado en un atolón también se les llama laguna costera. Existe una superposición entre los cuerpos de agua clasificados como lagunas costeras y los cuerpos de agua clasificados como estuarios. Las lagunas son accidentes costeros comunes en muchas partes del mundo.

### Etimología
La palabra castellana laguna deriva del Latín lacūna, y se refería a las aguas alrededor de Venecia, la Laguna de Venecia. En cuanto al anglicismo lagoon, está atestiguado en inglés al menos desde 1612, y fue anglicanizado a "lagune" en 1673. En 1697 William Dampier se refirió a una "Lagune o lago de agua salada" en la costa de México. Capitán James Cook describió una isla "de forma ovalada con una laguna en medio" en 1769.

## Descripción
Laguna costera se refiere tanto a las lagunas costeras formadas por la acumulación de bancos de arena y arrecifes a lo largo de las costas de aguas poco profundas, como a las lagunas interiores que se forman en los atolones, formadas por el crecimiento de los arrecifes de coral y el hundimiento lento de las islas centrales. Cuando se usa para distinguir una parte de los ecosistemas de arrecifes de coral, el término laguna costera es sinónimo de arrecife trasero, que es más comúnmente utilizado por los científicos para referirse a esa zona.

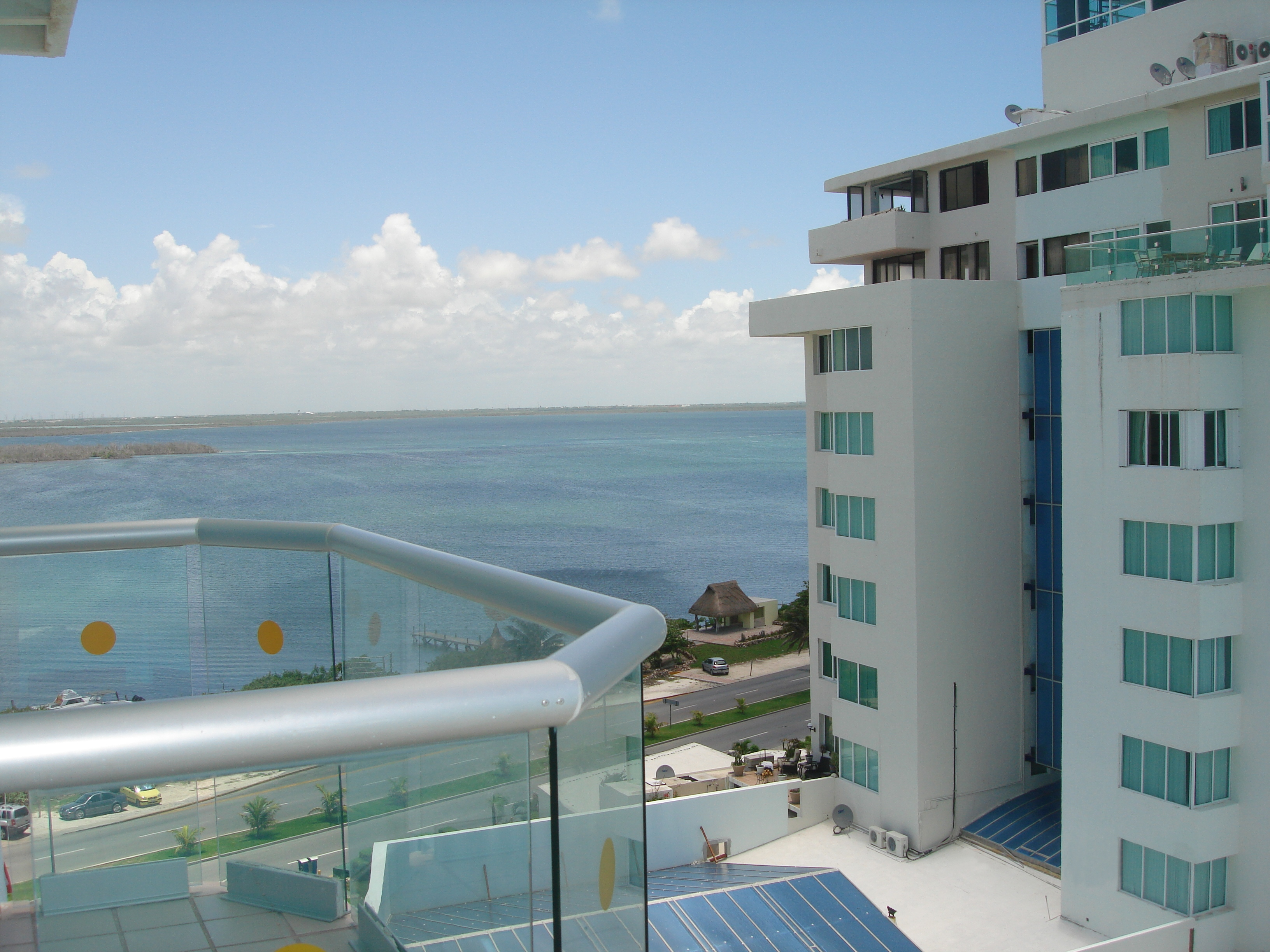
Laguna Nichupté

## Definición y terminología
Las lagunas son masas de agua poco profundas, a menudo alargadas, separadas de una masa de agua mayor por un banco poco profundo o expuesto, un arrecife de coral o un elemento similar. Algunas autoridades incluyen las masas de agua dulce en la definición de "laguna", mientras que otras restringen explícitamente el término "laguna" a las masas de agua con cierto grado de salinidad. La distinción entre "laguna" y "estuario" también varía según las autoridades. Richard A. Davis Jr. restringe el término "laguna" a las masas de agua con poca o ninguna entrada de agua dulce y poco o ningún flujo mareal, y denomina "estuario" a cualquier bahía que reciba un flujo regular de agua dulce. Davis afirma que los términos "laguna" y "estuario" se aplican "a menudo de forma imprecisa, incluso en la literatura científica". Timothy M. Kusky caracteriza las lagunas como normalmente alargadas paralelas a la costa, mientras que los estuarios suelen ser valles fluviales ahogados, alargados perpendiculares a la costa. Las lagunas costeras se clasifican como masas de agua continentales.
Cuando se utiliza en el contexto de una porción distintiva de los ecosistemas de arrecifes de coral, el término "laguna" es sinónimo del término "arrecife trasero" o "backreef", que es más comúnmente utilizado por los científicos de arrecifes de coral para referirse a la misma zona.
Muchas lagunas no incluyen "laguna" en sus nombres comunes. Currituck, Albemarle y Pamlico Sounds en Carolina del Norte, Great South Bay entre Long Island y las playas barrera de Fire Island en Nueva York, Isle of Wight Bay, que separa Ocean City, Maryland del resto del Worcester County, Maryland, Banana River en Florida, EE. UU., Lago Illawarra en Nueva Gales del Sur, Australia, Montrose Basin en Escocia, y Broad Water en Gales han sido clasificadas como lagunas, a pesar de sus nombres. En Inglaterra, The Fleet en Chesil Beach también se ha descrito como una laguna.
En algunos idiomas, la palabra laguna es simplemente un tipo de lago: En chino, un lago es hu (湖), y una laguna es xihu (潟湖). En el Francés Mediterráneo varias lagunas reciben el nombre de étang ("lago"). Por el contrario, otros idiomas tienen palabras específicas para designar este tipo de masas de agua. En español, las lagunas costeras se denominan genéricamente laguna costera, pero las de la costa mediterránea se llaman específicamente albufera. En ruso y ucraniano, las del Mar Negro son liman (лиман), mientras que la palabra genérica es laguna (Лагуна). Del mismo modo, en el Báltico, el danés tiene el específico da, y el alemán los específicos Bodden y Haff], así como términos genéricos derivados de laguna. En Polonia estas lagunas se llaman zalew ("bahía"), en Lituania marios ("laguna, embalse"). En Jutlandia varias lagunas se conocen como fiordo'. En Nueva Zelanda la palabra Māori hapua se refiere a una laguna costera formada en la desembocadura de un río trenzado donde hay playas mixtas de arena y grava, mientras que waituna, una masa de agua costera efímera, no es una verdadera laguna, lago ni estuario.
Algunos idiomas diferencian entre lagunas costeras y atolones. En francés, {ill}} se refiere específicamente a una laguna de atolón, mientras que las lagunas costeras se describen como {ill}}, la palabra genérica para un lago o estanque tranquilo.
En vietnamita, Đầm san hô se refiere a una laguna atolón, mientras que Đầm phá es costera.
En América Latina, el término laguna en español, que traduce laguna, puede utilizarse para un pequeño lago de agua dulce de forma similar a como se considera un creek a un pequeño río. Sin embargo, a veces se utiliza popularmente para describir un lago de tamaño completo, como Laguna Catemaco en México, que es en realidad el tercer lago más grande por superficie del país. La laguna de agua salobre puede así identificarse explícitamente como "laguna costera" (laguna costera). En portugués, se encuentra un uso similar: lagoa puede ser una masa de agua marina poco profunda, o un pequeño lago de agua dulce no vinculado al mar.

## Lagunas costeras

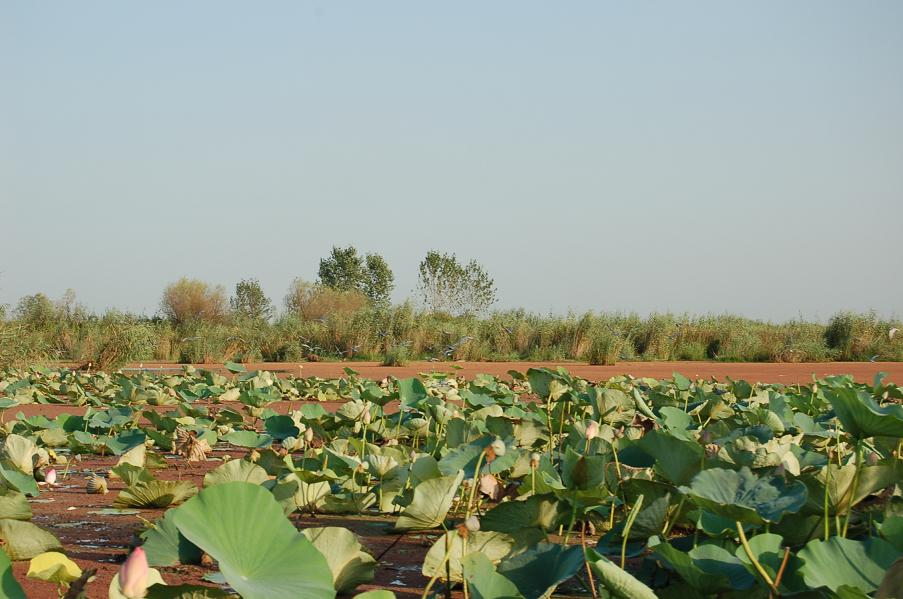
Laguna de Anzali en la costa suroccidental del Mar Caspio, Irán

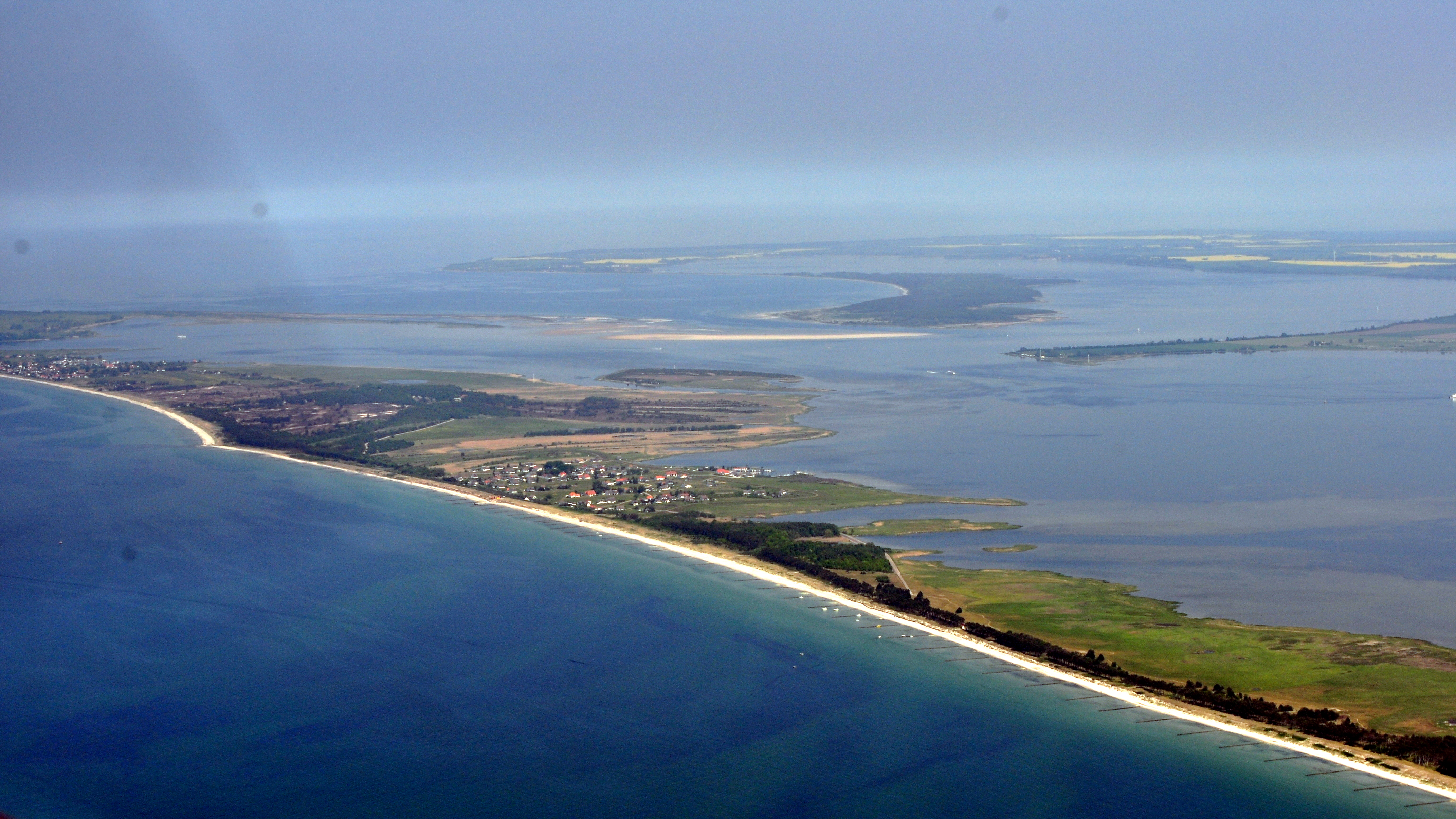
Paisajes de lagunas costeras alrededor de la isla de Hiddensee cerca de Stralsund, Alemania. Se pueden encontrar muchas lagunas costeras similares alrededor del Parque nacional de la laguna de Pomerania Occidental.

Las lagunas costeras se forman a lo largo de costas con pendientes suaves en las que pueden desarrollarse islas barrera o arrecifes mar adentro, y el nivel del mar está subiendo en relación con la tierra a lo largo de la costa (ya sea debido a un aumento intrínseco del nivel del mar, o hundimiento de la tierra a lo largo de la costa). Las lagunas costeras no se forman a lo largo de costas escarpadas o rocosas, o si la amplitud de las mareas es superior a 4 metros (13,1 pies). Debido a la suave pendiente de la costa, las lagunas costeras son poco profundas. Un descenso relativo del nivel del mar puede dejar una laguna en gran parte seca, mientras que un aumento del nivel del mar puede dejar que el mar rompa o destruya las islas barrera y deje los arrecifes demasiado profundos bajo el agua para proteger la laguna. Las lagunas costeras son jóvenes y dinámicas, y pueden ser efímeras en términos geológicos. Las lagunas costeras son comunes y se encuentran en casi el 15% de las costas del mundo. En Estados Unidos, las lagunas se encuentran a lo largo de más del 75% de la Costa Este de los Estados Unidos y la Costa del Golfo.
Las lagunas costeras suelen estar conectadas con el océano abierto por ensenadas entre islas barrera. El número y el tamaño de las entradas, las precipitaciones, la evaporación y la entrada de agua dulce influyen en la naturaleza de la laguna. Las lagunas con poco o ningún intercambio con el océano abierto, poca o ninguna entrada de agua dulce y altas tasas de evaporación, como el Lago Santa Lucía, en Sudáfrica, pueden volverse muy salinas. Las lagunas sin conexión con el océano abierto y con una importante entrada de agua dulce, como la Lake Worth Lagoon en Florida a mediados del siglo XIX, pueden ser totalmente dulces. Por otro lado, las lagunas con muchas ensenadas amplias, como el Mar de Wadden, tienen fuertes corrientes de marea y mezcla. Las lagunas costeras tienden a acumular sedimentos procedentes de la afluencia de ríos, de la escorrentía de las orillas de la laguna y de los sedimentos que la marea arrastra a la laguna a través de las ensenadas. Ocasionalmente pueden depositarse grandes cantidades de sedimentos en una laguna cuando las olas de las tormentas arrasan las islas barrera. [Los manglares y las marismas pueden facilitar la acumulación de sedimentos en una laguna. Organismos bentónicos pueden estabilizar o desestabilizar los sedimentos.

### Lagunas costeras más grandes
- Lagunas de Nueva Caledonia: 24 km² (9,3 mi²)
- Lago de Maracaibo: 13 512 km² (5217,0 mi²)
- Lagoa dos Patos: 10,1 km (6,3 mi)
- Laguna de Mayotte: ~1,5 km (0,9 mi)
- Laguna de Rangiroa: 1,446 km (0,9 mi)
- Laguna de Marovo: 700 km (435 mi)
- Mar Menor: 170 km² (65,6 mi²), la mayor de Europa.

### Regulación
En la Unión Europea, el hábitat de las lagunas costeras está clasificado y amparado por la Directiva 92/43/CEE relativa a la conservación de los hábitats naturales y de la fauna y flora silvestres (Directiva sobre hábitats). Además, numerosas especies de aves se reproducen en las lagunas costeras. Por ello, muchas lagunas también están protegidas en virtud de la Directiva 2009/147/CE relativa a la conservación de las aves (Directiva Aves).

## Imágenes

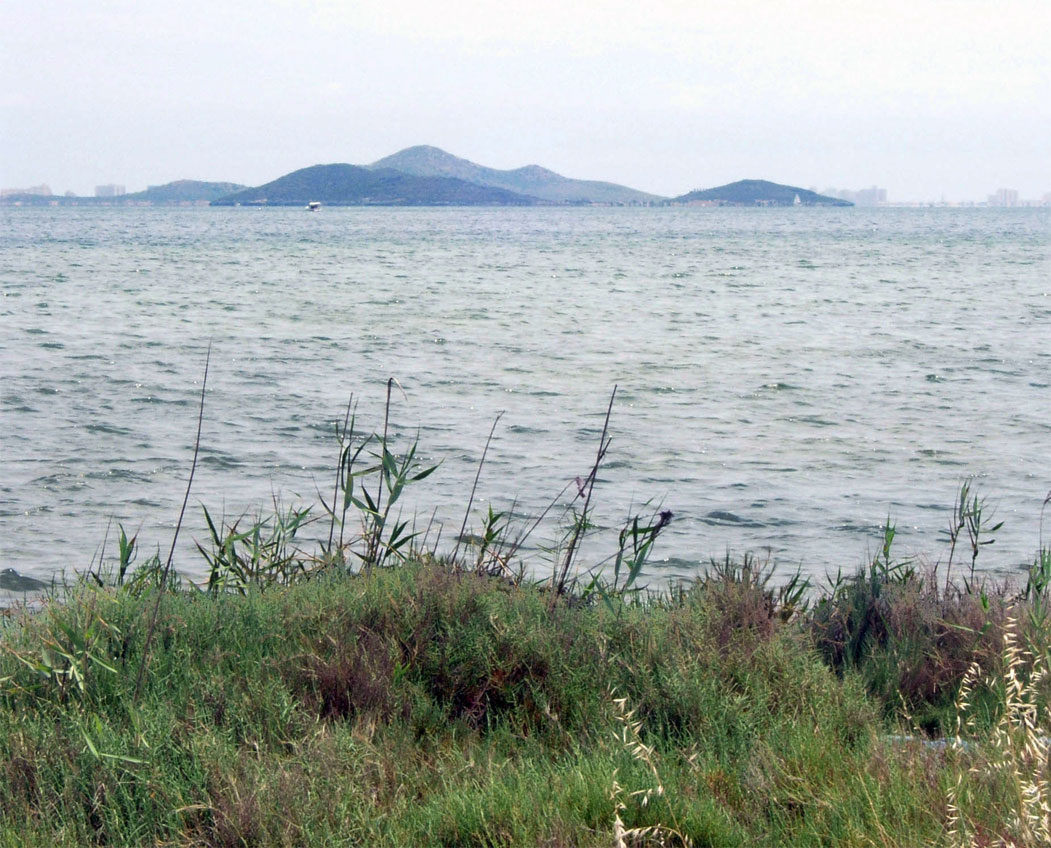
Mar Menor, en España.
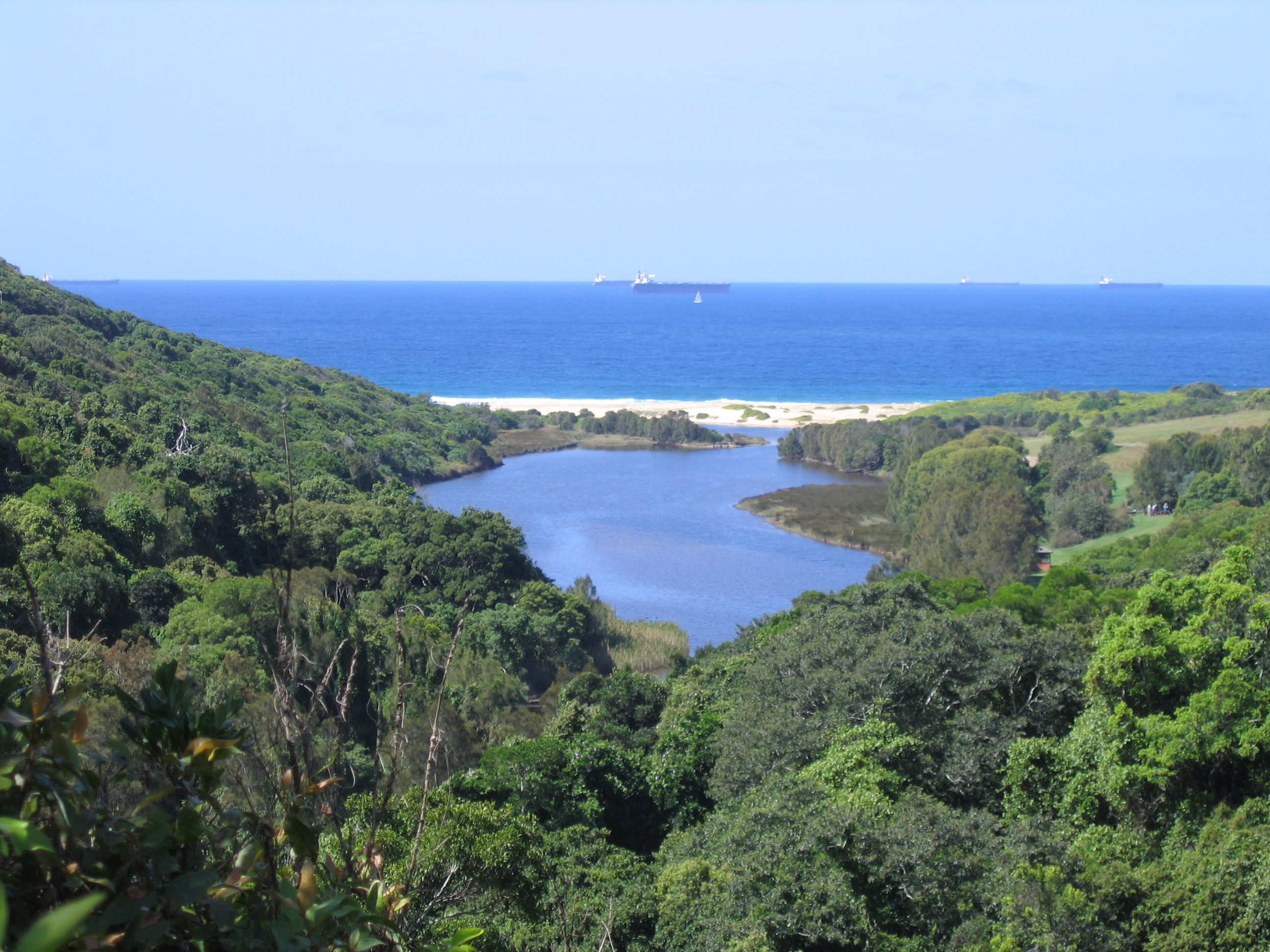
Glenrock Lagoon en Australia
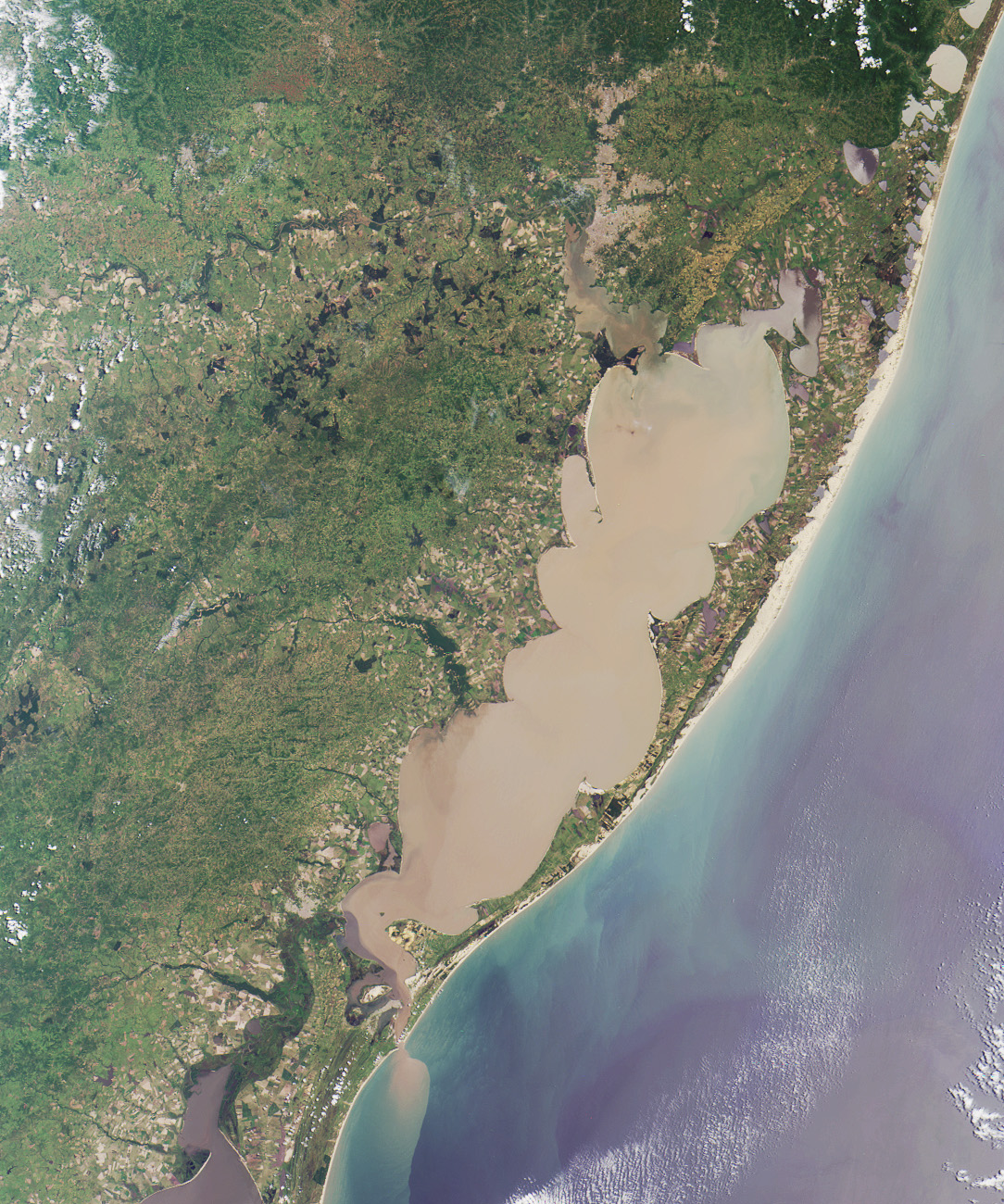
Laguna de los Patos en Brasil
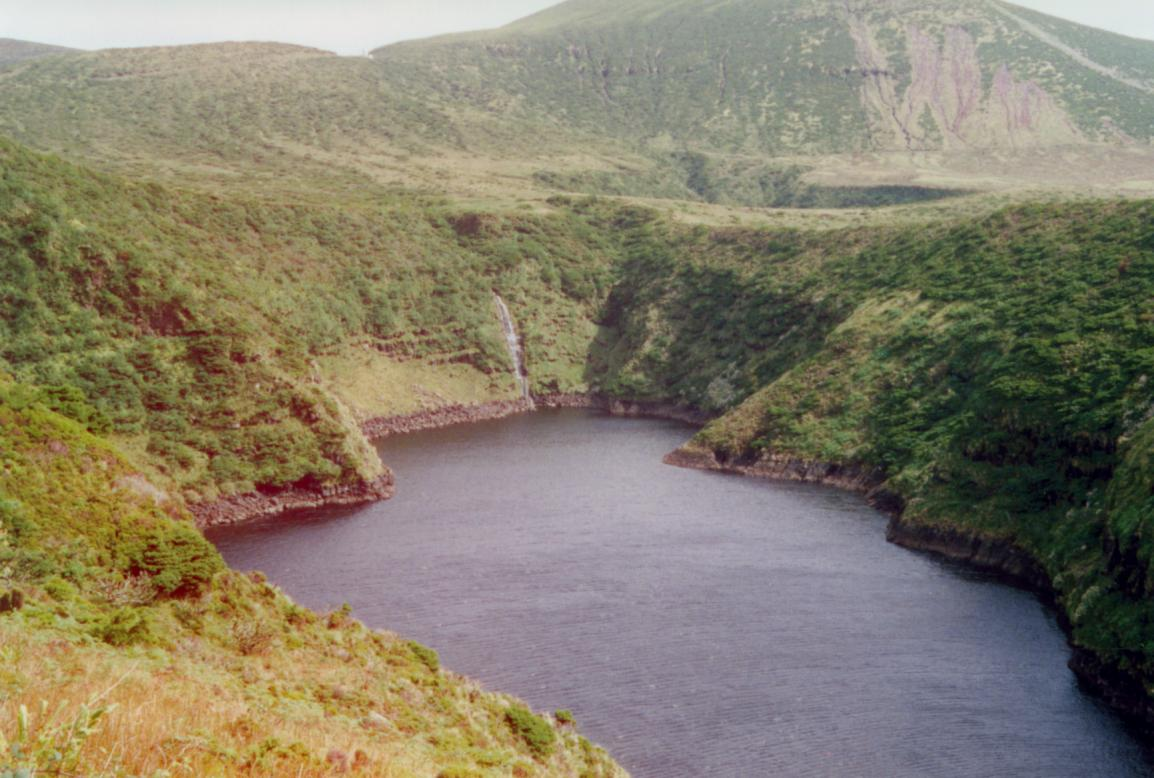
Laguna Comprida en las islas Azores.
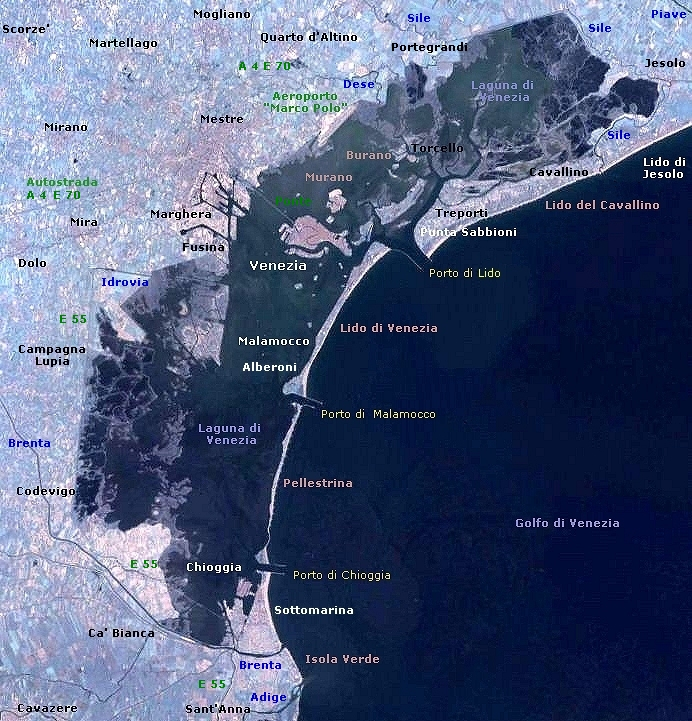
Laguna de Venecia , vista desde el Landsat 7
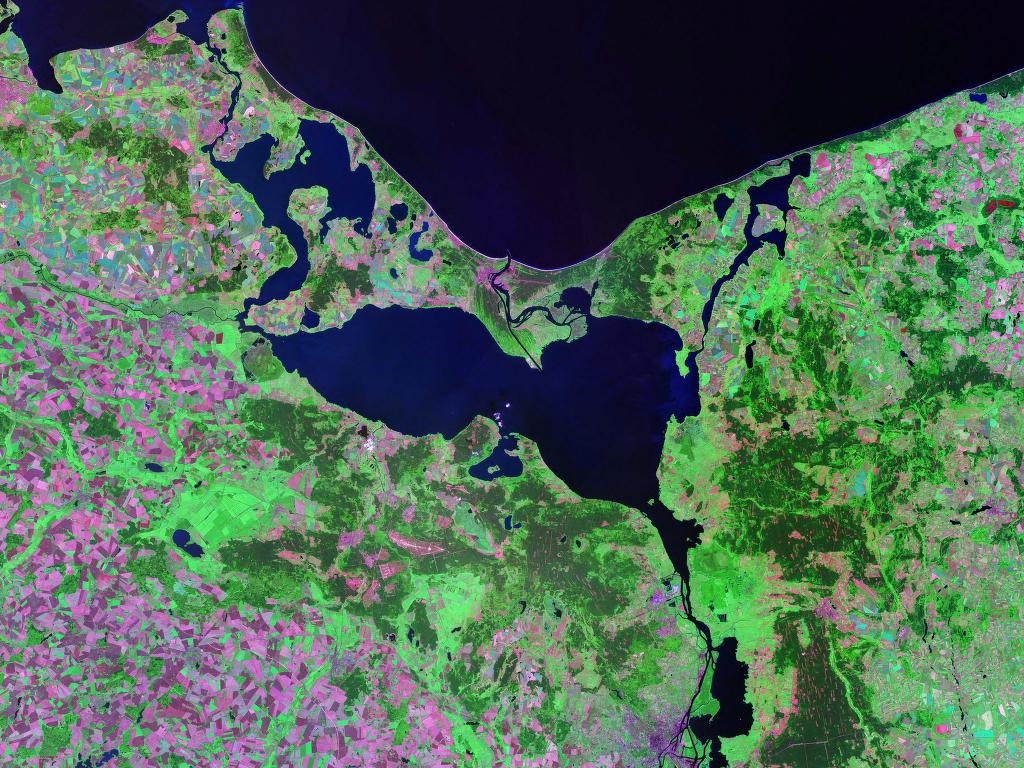
Laguna de Szczecin vista del Landsat c. 2000.
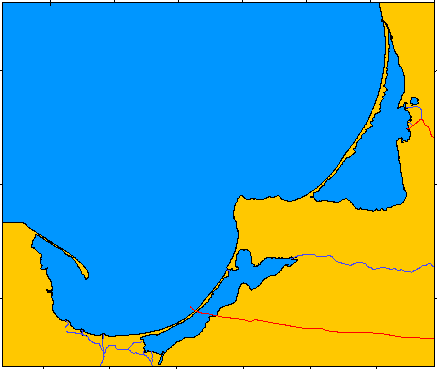
Laguna del Vístula  y los Curios en el mar Báltico.
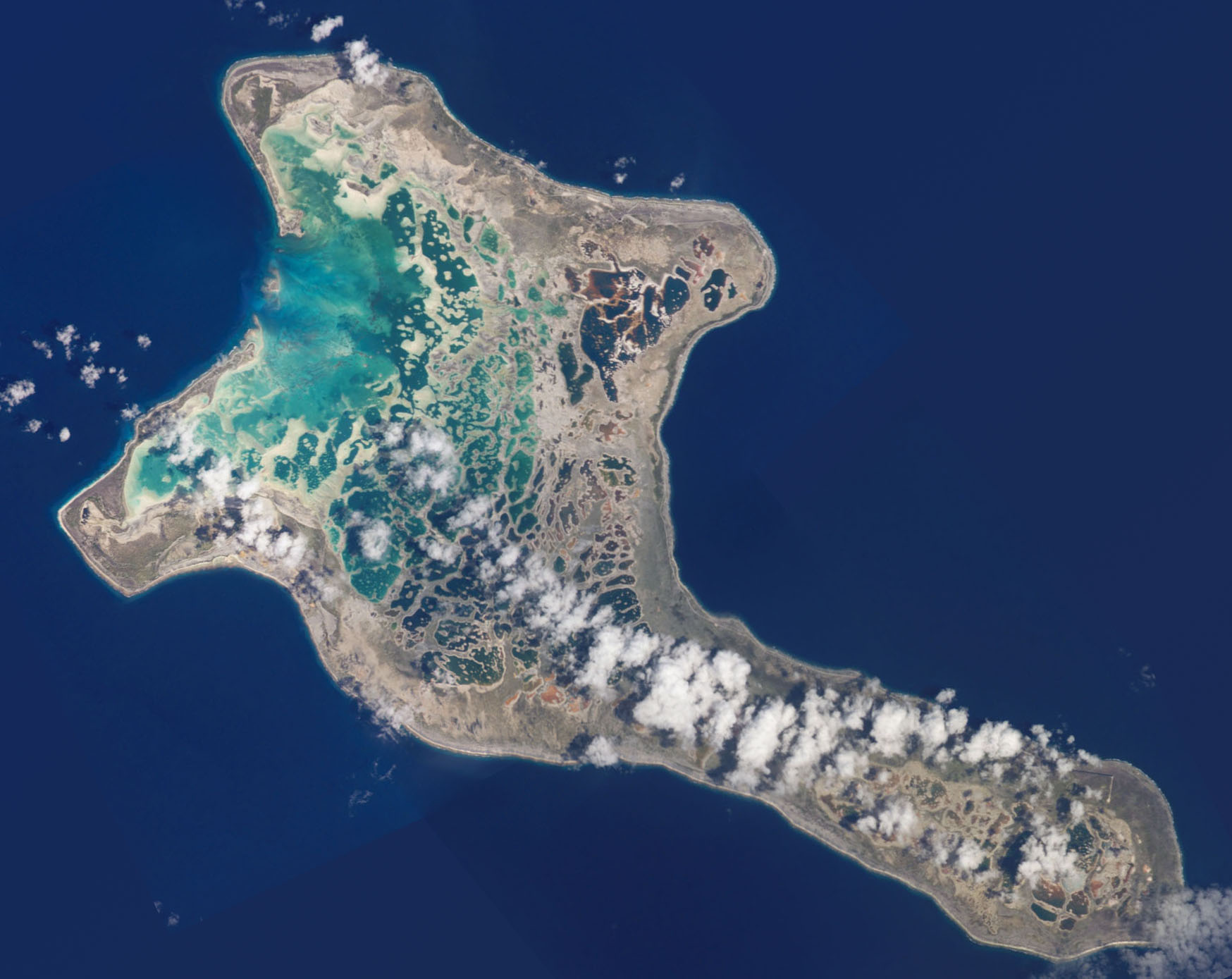
Casi la mitad de la superficie de Kiritimati está cubierta con lagunas costeras, algunos de agua dulce y algunos de agua de mar.
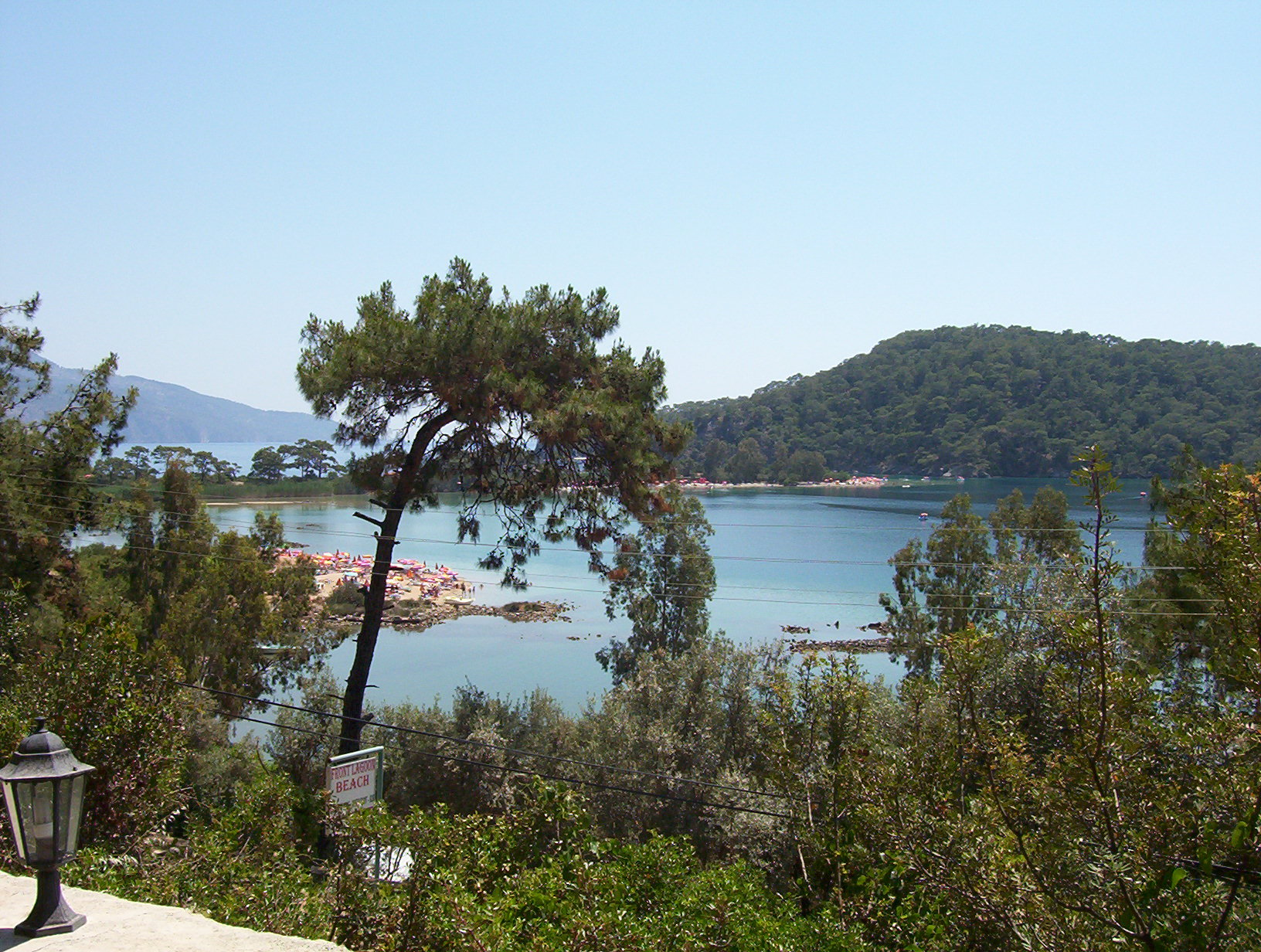
Laguna azul, Ölüdeniz, Turquía
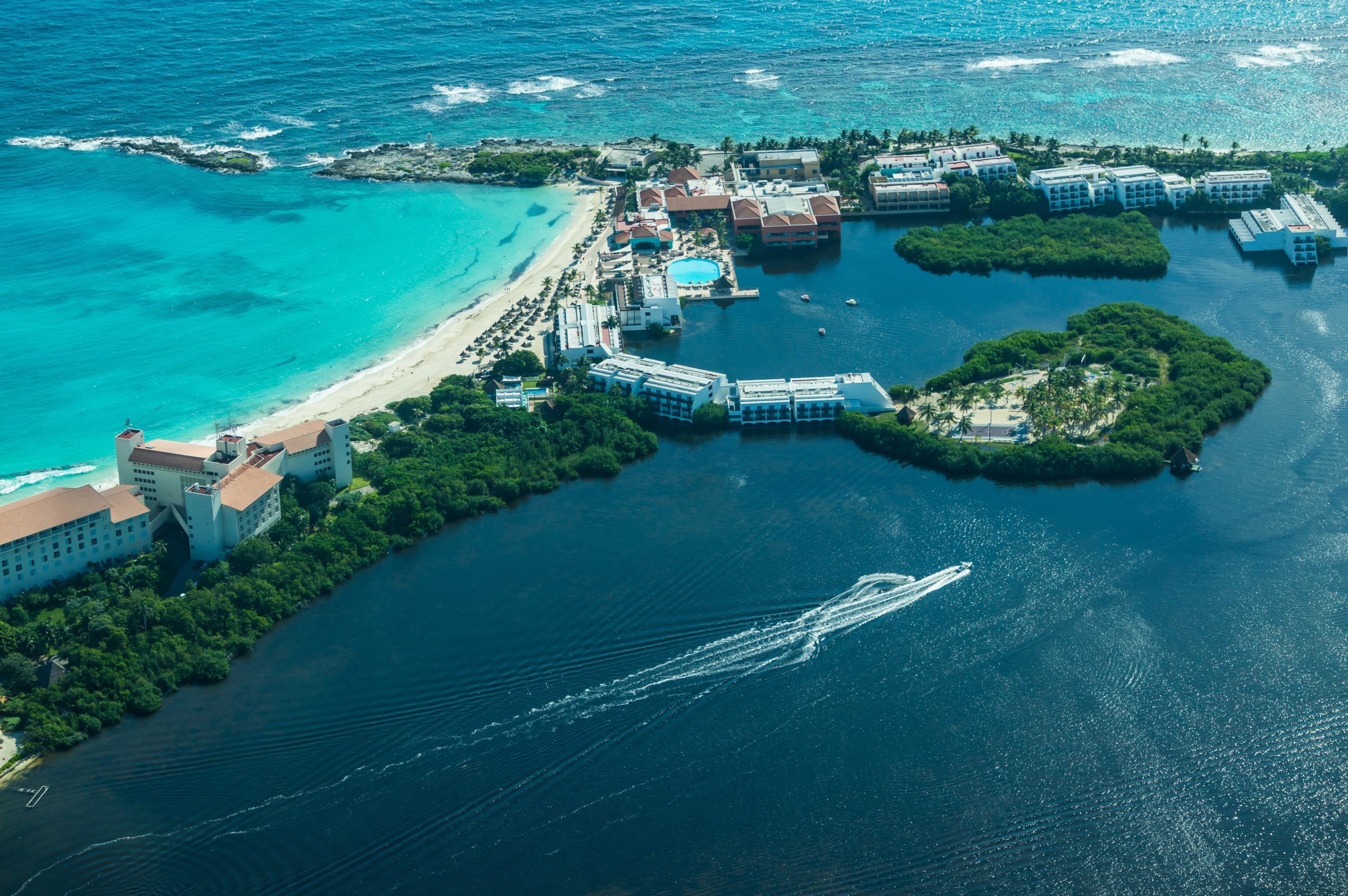
Laguna Nichupté En Cancún, México